# 比尔·克罗瑟斯
比尔·克罗瑟斯（英語：Bill Crothers，1940年12月24日—），加拿大男子田径运动员。他曾代表加拿大参加1964年和1968年夏季奥林匹克运动会田径比赛，其中1964年奥运会获得一枚银牌。